# Plan Kennedy
 (octobre 2009).
Si vous disposez d'ouvrages ou d'articles de référence ou si vous connaissez des sites web de qualité traitant du thème abordé ici, merci de compléter l'article en donnant les références utiles à sa vérifiabilité et en les liant à la section « Notes et références ».
Le plan Kennedy date de 1961 alors que le dollar est victime de très fortes spéculations.
Il met en place le pool de l'or avec pour objectif le maintien de la convertibilité-or du dollar. De plus, il prévoit une surtaxe sur les achats de titres étrangers afin d'éviter des sorties de dollar à la suite d'investissements directs à l'étranger (IDE). Il baisse aussi les dépenses militaires ainsi que les droits de douane pour les pays partenaires des États-Unis.